# Риґалувка
Риґалувка (пол. Rygałówka) — село в Польщі, у гміні Ліпськ Августівського повіту Підляського воєводства.
Населення — 63 особи (2011).
У 1975-1998 роках село належало до Сувальського воєводства.

## Демографія
Демографічна структура станом на 31 березня 2011 року:
|          | Загалом | Допрацездатний вік | Працездатний вік | Постпрацездатний вік |
| -------- | ------- | ------------------ | ---------------- | -------------------- |
| Чоловіки | 32      | 6                  | 22               | 4                    |
| Жінки    | 31      | 4                  | 14               | 13                   |
| Разом    | 63      | 10                 | 36               | 17                   |